# Wykresy przełamania trzech linii
Wykresy przełamania trzech linii (inne nazwy to: nowa cena trzech kroków, trzyliniowe przełamanie nowej ceny, przejście trzech linii, metoda trzyliniowego odwrotu, słupki trzech kroków nowej ceny) – rodzaj wykresu, który prezentuje japońskie techniki analizowania wykresów. Są wykorzystywane przez podmioty grające na giełdzie. Ten rodzaj służy do rozpoznawania siły i dynamiki rynku. Jest tworzony za pomocą białych i czarnych prostokątów o różnej wysokości. Każdy z nich znajduje się w osobnej kolumnie i jest nazywany linią. W zależności od tego czy rynek osiąga nowe maksimum czy minimum dodawane są odpowiednio: białe linie dla maksimum (mierzone w cenach zamknięcia) i czarne dla minimum. W przypadku, gdy nie zachodzi żadna z tych opcji, nie rysuje się nic. Patrząc na wykres, można wyraźnie odczytać jak kształtowała się sytuacja w danym okresie. Zmiana koloru linii w przypadku wystąpienia trzech linii jednego koloru może nastąpić dopiero wówczas, gdy kurs przekroczy najniższy lub najwyższy punkt ostatnich trzech linii. Np. gdy kurs zniżkowy wynosił odpowiednio w kolejności: 140, 20, 40, to linie białą można narysować, dopiero gdy zwyżka wyniesie więcej niż 200. Jak łatwo można zauważyć istota tej metody została przedstawiona w jej nazwie.